# Bereznîkî, Svaleava
Rotunda (în ucraineană Березники) este o comună în raionul Svaleava, regiunea Transcarpatia, Ucraina, formată numai din satul de reședință.

## Demografie
Componența lingvistică a comunei Bereznîkî
     Ucraineană (97,08%)
     Alte limbi (1,08%)
Conform recensământului din 2001, majoritatea populației comunei Bereznîkî era vorbitoare de ucraineană (97,08%), existând în minoritate și vorbitori de alte limbi.